# Примаченко Володимир Васильович
Володимир Васильович Примаченко (21 березня 1965, Кривий Ріг — 5 червня 2022, Донецька область) — український громадський активіст, військовослужбовець, старший сержант Збройних сил України, учасник афганської та російсько-української воєн. Герой України (2023).

## Життєпис
Народився та виріс у місті Кривий Ріг на Дніпропетровщині. Працював на різних підприємствах.
Строкову службу проходив на війні в Афганістані. Там 1,5 року служив бортовим механіком та кулеметником гелікоптера МІ-8. Після повернення переїхав до Херсона, де отримав вищу освіту за спеціальністю «Менеджмент та управління персоналом».
Активний учасник Революції гідності. Після початку Революції гідності вирушив на Майдан зі словами: «Там твориться історія України, і я маю там бути». Сходив до складу 8-ої афганської сотні Самооборони Майдану.
Брав участь у війні на сході України у складі 24-го окремого штурмового батальйону «Айдар».
Його позивним був «Херсон».
Під час вивозу поранених побратимів з-під оточеного Луганського аеропорту Володимир Примаченко отримав осколкові поранення, довгий час проходив реабілітацію.
2015 року працював у Державній службі у справах ветеранів; від липня 2019 керував київським відділом Міністерства у справах ветеранів України.
З початком повномасштабного російського вторгнення знову на фронті. Брав участь у бойових діях як командир роти 242-го батальйону ТрО.
Загинув на Донеччині під час виконання бойового завдання.

## Пам'ять
На честь Примаченка названа одна з центральних вулиць Херсона.

## Нагороди
- звання Герой України з удостоєнням ордена «Золота Зірка» (8 липня 2023, посмертно) — за особисту мужність і героїзм, виявлені у захисті державного суверенітету та територіальної цілісності України, самовіддане служіння Українському народові[2];
- орден «За мужність» III ступеня (13 січня 2023, посмертно) — за особисту мужність і самовідданість, виявлені у захисті державного суверенітету та територіальної цілісності України, вірність військовій присязі[3];
- медаль «За жертовність і любов до України» (11 квітня 2023, посмертно)[джерело?];
- відзнака Ради національної безпеки і оборони України (12 жовтня 2022, посмертно)[джерело?].